# Jurij Wasienin
Jurij Nikołajewicz Wasienin, ros. Юрий Николаевич Васенин (ur. 2 października 1948 w Czerniachowsku, w obwodzie królewieckim, Rosyjska FSRR, zm. 2 maja 2022) – rosyjski piłkarz, grający na pozycji pomocnika, reprezentant ZSRR, trener piłkarski.

## Kariera piłkarska

### Kariera klubowa
Wychowanek Szkoły Piłkarskiej Bałtiki Kaliningrad, w której w 1966 roku rozpoczął karierę piłkarską. Następnie służył w wojsku, grając w klubach w Dinamo Stawropol i SKA Rostów nad Donem. W 1970 zasilił skład Zorii Woroszyłowgrad, w której występował przez 7 lat. W 1977 powrócił do Bałtiki Kaliningrad, a w 1978 zakończył w nim karierę zawodową.

### Kariera reprezentacyjna
29 czerwca 1972 debiutował w reprezentacji ZSRR w towarzyskim meczu z Urugwajem. Łącznie rozegrał 9 meczów.

## Kariera trenerska
Po zakończeniu kariery zawodniczej w 1979, pomagał trenować rodzimy klub Bałtikę Kaliningrad. Potem przez 10 lat trenował dzieci w Szkole Sportowej Bałtiki Kaliningrad. W latach 1991–1992 pracował na stanowisku głównego trenera Bałtiki. Potem powrócił o trenowania dzieci. Od 2008 pracował w SDJuSzOR-5 Kaliningrad.

## Sukcesy i odznaczenia

### Sukcesy klubowe
- mistrz ZSRR: 1972
- finalista Pucharu ZSRR: 1974, 1975

### Sukcesy indywidualne
- wybrany do listy 33 najlepszych piłkarzy Ukraińskiej SRR: Nr 3

### Odznaczenia
- tytuł Mistrza Sportu ZSRR: 1970